# Studiocentrum
Het Studiocentrum in het Nederlandse Media Park is een gebouw ontworpen door Jan H. van der Zee waar televisieprogramma’s worden opgenomen voor zowel de publieke als commerciële zenders.

## Geschiedenis
Op 23 oktober 1961 is de bouw van het Studiocentrum begonnen door NTS-voorzitter Emile Schüttenhelm die de eerste paal in de grond sloeg. Vanaf 1967 werden de oorspronkelĳke zes televisiestudio's gelegen aan de boulevardzĳde een voor een in gebruik genomen. Studio 1 werd op 6 februari 1967 al ingebruikgenomen, gevolgd door Studio 2 in mei van datzelfde jaar. De officiële opening was op 2 oktober 1967 door prins Bernhard van Lippe-Biesterfeld. In 1970 was het volledige gebouw af en bevatte het in eerste instantie zes professionele televisiestudio's van ieder ongeveer 450 vierkante meter met ieder een eigen vaste regie op de bovenverdieping. Het gedeelte van het pand gelegen tegen de openbare weg werd gebruikt voor decoropslag. Later werd ook het Decorcentrum in 1972 geopend.

### "Gebouw 2"
Het gebouw is vanaf het begin eigendom geweest van de NOS, tot de afdeling over gebouwenbeheer e.a. zich afsplitste tot het NOB in 1988. Onder het beheer van het NOB kregen gebouwen nummers om ze makkelijker te identificeren. Het Studiocentrum werd Gebouw 2 genoemd. Het Muziekpaviljoen werd Gebouw 1 en het Hoofdgebouw werd Gebouw 3. Deze duiding met nummers is na de eeuwwisseling niet meer van toepassing. 

## Heden
Later werden er ruimtes verbouwd tot Studio 11, 19 en 20. Studio 19 is anno 2023 een sportschool. Studio 11 en 20 zĳn sinds 2015 bestemd voor Ziggo Sport. Met de komst van Viaplay naar Nederland in 2022 zĳn oude decoropslagruimtes verbouwd tot Studio 41, 42 en 43.
De huidige huurders van dit pand zĳn Eurosport, NEP The Netherlands, Omroep MAX, Viaplay, Ziggo Sport en een sportschool.
De kantoor- en regieruimtes bevinden zich boven de studio's. Deze zĳn sinds 2015 verbouwd tot 6 à 7 flexibele cloud-regies die aangesloten kunnen worden op elk gewenste studio of externe locatie.

## Studio's
| Studio's  | Gebruikers                      | Afmetingen                     | Bronnen              |
| --------- | ------------------------------- | ------------------------------ | -------------------- |
| Studio 1  | NEP The Netherlands             | 30 m × 20 m 600 m² bruikbaar   | [ 13 ] [ 14 ]        |
| Studio 2  | NEP The Netherlands             | 30 m × 20 m 600 m² bruikbaar   | [ 15 ] [ 14 ]        |
| Studio 3  | NEP & NPO                       | 25 m × 15 m 375 m² bruikbaar   | [ 16 ] [ 14 ]        |
| Studio 4  | NEP The Netherlands             | 25 m × 15 m 375 m² bruikbaar   | [ 17 ] [ 14 ]        |
| Studio 5  | Omroep MAX & EMG                | 360 m² bruikbaar               | [ 8 ] [ 14 ] [ 18 ]  |
| Studio 6  | Omroep MAX & EMG                | 360 m² bruikbaar               | [ 14 ] [ 18 ]        |
| Studio 11 | NEP, EndemolShine & Ziggo Sport | 90 m² bruikbaar                | [ 14 ] [ 19 ] [ 20 ] |
| Studio 19 | Health Works Fitness            | 650 m² bruikbaar               | [ 14 ]               |
| Studio 20 | NEP, AVROTROS & BNNVARA         | 27 m × 20 m 1.175 m² bruikbaar | [ 3 ] [ 21 ] [ 14 ]  |
| Studio 41 | NEP & Viaplay                   |                                | [ 4 ]                |
| Studio 42 | NEP & Viaplay                   |                                | [ 4 ]                |
| Studio 43 | NEP & Viaplay                   |                                | [ 4 ]                |